# Matthias Utters
Matthias Utters (* 9. Juli 1934 in Dockweiler als Josef Utters; † 19. September 1986 in Hermeskeil) war ein deutscher Franziskaner.

## Leben
Josef Utters trat kurz nach seinem Abitur, am 12. April 1956, in die Kölnische Provinz des Franziskanerordens ein und erhielt den Ordensnamen Matthias. Nach theologischen Studien in Mönchengladbach wurde er am 13. April 1962 zum Priester geweiht. Anschließend studierte er Psychologie und Medizin. Er war besonders tätig in der Priester- und Schwesternseelsorge, als Leiter von Exerzitien für verschiedene Gruppen und als Psychotherapeut in täglicher seelsorgerischer Beratung. Er war Guardian des Franziskanerklosters in Hermeskeil und Beauftragter für spirituelle Dienste. 1977 gründete er an der Franziskaner-Pfarrei St. Matthias in Euskirchen den Johannes-Chrysostomus-Chor, da er sich zu „Ausdrucksformen ostkirchlicher Frömmigkeit hingezogen fühlte“.
Sein Leben war von schwerem Leiden geprägt, er litt an einer Netzhautablösung und an Krebs, der mit Bestrahlung und Chemotherapie behandelt wurde. Sein linker Arm musste operativ entfernt werden. Insgesamt musste er sich 29 Operationen unterziehen und in seinen letzten Jahren ein Stützkorsett tragen. Zudem war er schwerhörig.
Er bezeichnete sein Leiden als „Lernleiden“: Die Blindheit habe ihn gelehrt, den Menschen von innen zu erspüren; auch die Schwerhörigkeit habe ihn gezwungen, das Leben anzunehmen, liebenswürdig zu fragen und nicht den anderen die Schuld zuzuweisen.
Er engagierte sich auch für die Mission und unternahm kurz vor seinem Tod, im Mai 1986, noch eine Reise nach Hongkong, Taiwan und Brasilien. Seinen letzten Gottesdienst feierte er am 14. September 1986.
Viele seiner Andachten und Meditationen wurden in Buchform veröffentlicht, seine Ansprachen teils auch auf Compact Cassetten verbreitet.

## Werke
- Heiterkeit von Gott. Verlag Positives Leben, 1983. ISBN 3-925868-51-8 (3. Aufl., 1987)
- An Ufern. Verlag Positives Leben, 1984. ISBN 3-925868-51-8 (3. Aufl., 1987)
- Deine Gaben. Verlag Positives Leben, 1985. ISBN 3-925868-53-4
- Gib' uns die Liebe deines Sohnes. Verlag Positives Leben, 1985. ISBN 3-925868-55-0
- Treue lässt immer leiden. Verlag Positives Leben, 1985. ISBN 3-925868-54-2
- „Das Grösste aber ist die Liebe!“ Verlag Positives Leben, 1987. ISBN 3-925868-52-6 (2. Aufl., 1987)
- Die Liebe von gestern genügt heute nicht mehr. Verlag Positives Leben, 1987. ISBN 3-925868-57-7
- Meditationen im Kirchenjahr. Gedanken zu den kirchlichen Festtagen. Verlag Positives Leben, 1987. ISBN 3-925868-58-5
- Morgenandachten. Verlag Positives Leben, 1987. ISBN 978-3-925868-59-7
- Wider die Schwermut: Wie begegnen wir der Depression sinnvoll? Verlag Positives Leben, 1987. ISBN 3-925868-60-7
- Tugend oder Gnade? Verlag Positives Leben, 1988. ISBN 3-925868-61-5